# Paralelo 7 norte
El paralelo 7 norte es un paralelo que está 7 grados al norte del plano ecuatorial de la Tierra.
Comenzando en el meridiano de Greenwich en la dirección este, el paralelo 7° Norte pasa sucesivamente por:
| País, territorio o mar     | Notas |
| -------------------------- | --- |
| Ghana                      | Pasa por el Lago Volta |
| Togo                       | |
| Benín                      | |
| Nigeria                    | |
| Camerún                    | Cerca de 6 km |
| Nigeria                    | |
| Camerún                    | Cerca de 17 km |
| Nigeria                    | |
| Camerún                    | |
| República Centroafricana   | |
| Sudán                      | |
| Etiopía                    | |
| Somalia                    | |
| Océano Índico              | Mar Arábigo |
| Maldivas                   | |
| Océano Índico              | Mar de Laquedivas |
| Sri Lanka                  | |
| Océano Índico              | Bahía de Bengala |
| India                      | Isla Gran Nicobar |
| Océano Índico              | Mar de Andamán |
| Tailandia                  | |
| Golfo de Tailandia         | |
| Mar de la China Meridional | |
| Malasia                    | Sabah, Borneo |
| Mar de Sulu                | |
| Filipinas                  | Isla Cagayán de Sulu |
| Mar de Sulu                | |
| Filipinas                  | Isla Mindanao (Península de Zamboanga) |
| Mar de Celebes             | Golfo de Moro |
| Filipinas                  | Islas Mindanao, Samal (en el Golfo de Dávao) y Mindanao de nuevo                                                                                                |
| Océano Pacífico            | Mar de las Filipinas |
| Palaos                     | Isla Peleliu |
| Océano Pacífico            | Pasa al sur de la Laguna Truk, Micronesia |
| Micronesia                 | Pasa en una pequeña isla al norte de Pohnpei |
| Océano Pacífico            | Pasa al sur del Atolón Ailinglaplap, Islas Marshall Pasa al sur del atolón Majuro, Micronesia                                                                   |
| Islas Marshall             | Atolón Arno |
| Océano Pacífico            | Pasa al sur de la Península de Azuero, Panamá |
| Colombia                   | Pasa por los municipios de Murindó, Dabeiba, Peque, Remedios y Yondó (Antioquia), Barrancabermeja y Puedecuesta (Santander) Cubará (Boyacá) y Saravena (Arauca) |
| Colombia Venezuela         | Límite internacional por el río Arauca (Departamento de Arauca y Estado de Apure)                                                                               |
| Venezuela                  | Pasa por el Embalse de Guri (Bolívar) |
| Guyana                     | Territorio reclamado por Venezuela |
| Océano Atlántico           | |
| Sierra Leona               | |
| Liberia                    | |
| Costa de Marfil            | |
| Ghana                      | |